# Кадір (халіф)
Абу аль-Аббас аль-Кадір бі-лла Ахмад бен аль-Муктадір (нар. 947 — пом. 29 листопада 1031) — аббасидський халіф упродовж 40 років: з 991 до смерті.

## Правління
Аль-Кадір став халіфом 991 року, коли Буїди, які на той час контролювали Багдад, змусили зректися попереднього халіфа ат-Таї. За час його перебування на посаді халіфа Буїди значною мірою занепали, посилилися Газневіди й Фатіміди, складаючи загрозу Аббасидському халіфату. Аль-Кадір очолив духовно боротьбу сунітів проти шиїтів. Під вогонь його критики потрапили також мутазиліти та ашарити.
Спадкоємцем аль-Кадіра став його син аль-Каїм.